# Oud-IJsselmonde
Oud-IJsselmonde is een wijk in Rotterdam in het stadsdeel IJsselmonde met ongeveer 6.120 inwoners (2023). De huidige kern is de dorpskern van het oorspronkelijk dijkdorp IJsselmonde. De wijk wordt begrensd door de Nieuwe Maas in het noorden, de autosnelweg A16 in het zuidwesten en de wijk Beverwaard in het oosten.
Voordat er sprake is van een nederzetting IJsselmonde werd rond het jaar 1064 in opdracht van de bisschop van Utrecht, Willem I van Utrecht, een versterking aan de monding van de Hollandse IJssel gebouwd. Dit kasteel van IJsselmonde werd gebruikt om tol te heffen op voorbijkomende schepen en ter bescherming van de waterwegen van en naar Utrecht.
De eerste bekende vermelding van een nederzetting IJsselmonde is in oorkonde uit het jaar 1072 maar een echt dorp is het dan waarschijnlijk nog niet en de gronden stroomden regelmatig over. Na de Sint-Elisabethsvloed van 1421 wordt gestart met dijkaanleg waardoor de nog steeds bestaande structuur van een Boven- en Benedenstraat ontstaat. De polder Oud-IJsselmonde is in 1437 bedijkt.

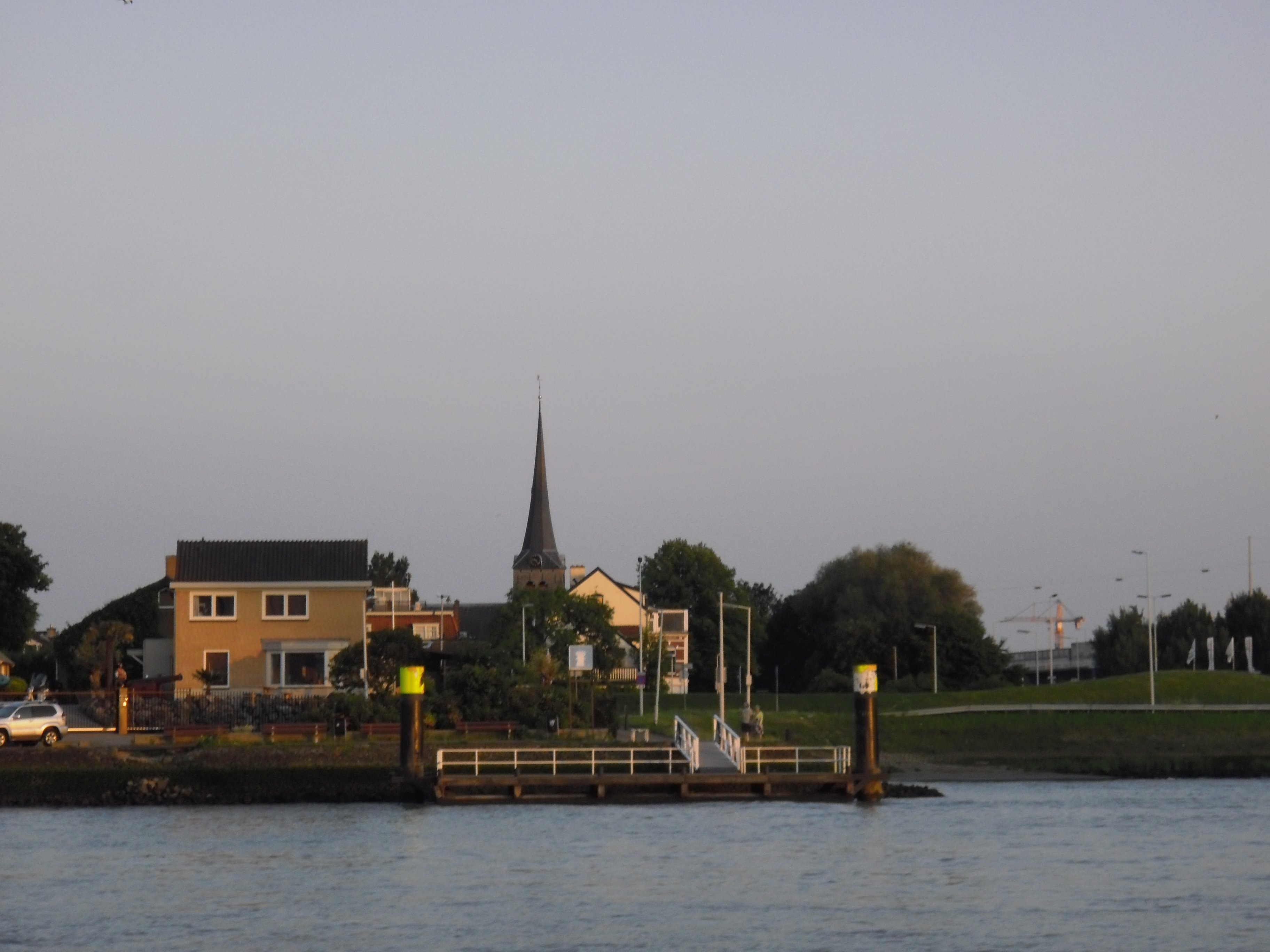
Oud-IJsselmonde vanaf de noordoever van de Nieuwe Maas

In 1899 werd besloten het toenmalige kasteel af te breken, maar het in 1679 gebouwde koetshuis bleef bestaan; het is in 2004 samen met de Adriaen Janszkerk opgeknapt.
Het dorp IJsselmonde werd in 1941 door Rotterdam geannexeerd en sindsdien is de wijk IJsselmonde ontstaan en werd het dorp Oud-IJsselmonde, de wijk Oud-IJsselmonde. De grote veranderingen kwamen in de jaren 1958-59 met het bijbouwen van sociale huurwoningen, beter bekend als de Sagenbuurt. Eerst werd er op beperkte schaal olie gewonnen in de polder bij de Hordijk. Daarna werd in snel tempo de polder volgebouwd.
Een jaarlijks evenement, dat qua opzet dateert van het jaar 1700, is de paardenmarkt. Dit evenement, dat een week duurt, bestaat behalve de paardenmarkt op woensdag uit een kermis, een braderie, een bingo en ringsteken en speelt zich af op en nabij het IJsselmondsehoofd en de Kasteelweg (Deze activiteit is met ingang van 2020 definitief beëindigd wegens terugkerende ongeregeldheden ). Verder is er in deze week een wedstrijd en recreatieloop met afstanden van 1,3, 5,2 en 10,4 km.
Dicht bij de A16, in de buurt van de Arthurweg staat een non-directional beacon (NDB) bestemd voor luchtvaartnavigatie.
In Oud-IJsselmonde wordt de jaarlijkse dodenherdenking op 4 mei gehouden bij de kerk.
Beverwaard

Groot-IJsselmonde:
De Veranda ·
Groenenhagen-Tuinenhoven ·
Hordijkerveld ·
Kreekhuizen ·
Reyeroord ·
Sportdorp ·
Zomerland

Lombardijen:
Homerusbuurt ·
Karl Marxbuurt ·
Molièrebuurt ·
Smeetsland ·
Zenobuurt

Oud-IJsselmonde
Rotterdam Centrum ·
Rotterdam-Noord ·
Rotterdam-Oost ·
Rotterdam-West ·
Rotterdam-Zuid ·
110-Morgen ·
Afrikaanderwijk ·
Agniesebuurt ·
Bergpolder ·
Beverwaard ·
Blijdorp ·
Blijdorpse polder ·
Bloemhof ·
Boomgaardshoek ·
Bospolder-Tussendijken ·
CS-kwartier ·
Carnisserbuurt ·
Cool ·
Crooswijk ·
De Esch ·
De Veranda ·
Delfshaven ·
Delfshaven-Schiemond ·
Dijkzigt ·
Feijenoord ·
Gadering ·
Groenenhagen-Tuinenhoven ·
Groot-IJsselmonde ·
Heijplaat ·
Het Lage Land ·
Hillegersberg ·
Hillesluis ·
Homerusbuurt ·
Hordijkerveld ·
Kandelaar ·
Karl Marxbuurt ·
Katendrecht ·
Kiefhoek ·
Kleinpolder ·
Kleiwegkwartier ·
Kop van Zuid ·
Kralingen ·
Kralingse Veer ·
Kreekhuizen ·
Landzicht ·
Liskwartier ·
Lloydkwartier ·
Lombardijen ·
Meeuwenplaat ·
Middelland ·
Middengebied ·
Millinxbuurt ·
Molenlaankwartier ·
Molièrebuurt ·
Nesselande ·
Nieuw Engeland ·
Nieuw-Mathenesse ·
Nieuwe Westen ·
Nooddorp ·
Noordereiland ·
Ommoord ·
Oosterflank ·
Oud-Charlois ·
Oud-IJsselmonde ·
Oud-Mathenesse ·
Oude Noorden ·
Oude Westen ·
Oudeland ·
Overschie ·
Pendrecht ·
Prinsenland ·
Provenierswijk ·
Reyeroord ·
Rubroek ·
Sagenbuurt ·
Scheepvaartkwartier ·
Schiebroek ·
Schiemond ·
's-Gravenland ·
Smeetsland ·
Spaanse Polder ·
Spangen ·
Sportdorp ·
Stadsdriehoek ·
Struisenburg ·
Tarwewijk ·
Terbregge ·
Tussenwater ·
Varenbuurt ·
Vondelingenplaat ·
Vreewijk ·
Waalhaven ·
Westpunt ·
Wielewaal ·
Witte Dorp ·
Zalmplaat ·
Zenobuurt ·
Zestienhoven ·
Zevenkamp ·
Zomerland ·
Zuidwijk